# Big Sandy (Virginia Occidental)
Big Sandy es un lugar designado por el censo ubicado en el condado de McDowell en el estado estadounidense de Virginia Occidental. En el Censo de 2010 tenía una población de 168 habitantes y una densidad poblacional de 117,3 personas por km².

## Geografía
Big Sandy se encuentra ubicado en las coordenadas 37°27′40″N 81°42′21″O / 37.46111, -81.70583. Según la Oficina del Censo de los Estados Unidos, Big Sandy tiene una superficie total de 1.43 km², de la cual 1.38 km² corresponden a tierra firme y (3.8%) 0.05 km² es agua.

## Demografía
Según el censo de 2010, había 168 personas residiendo en Big Sandy. La densidad de población era de 117,3 hab./km². De los 168 habitantes, Big Sandy estaba compuesto por el 97.62% blancos, el 0.6% eran afroamericanos, el 0% eran amerindios, el 0% eran asiáticos, el 0% eran isleños del Pacífico, el 0% eran de otras razas y el 1.79% pertenecían a dos o más razas. Del total de la población el 0% eran hispanos o latinos de cualquier raza.